# Мещерський Арсеній Іванович

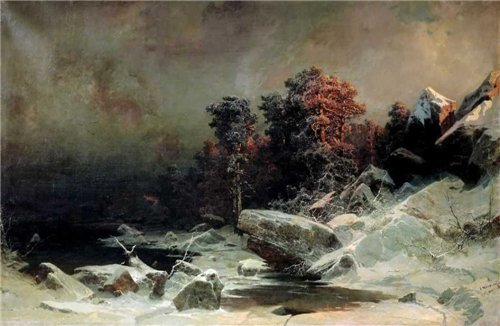
«Зимовий вечір у Фінляндії», 1866

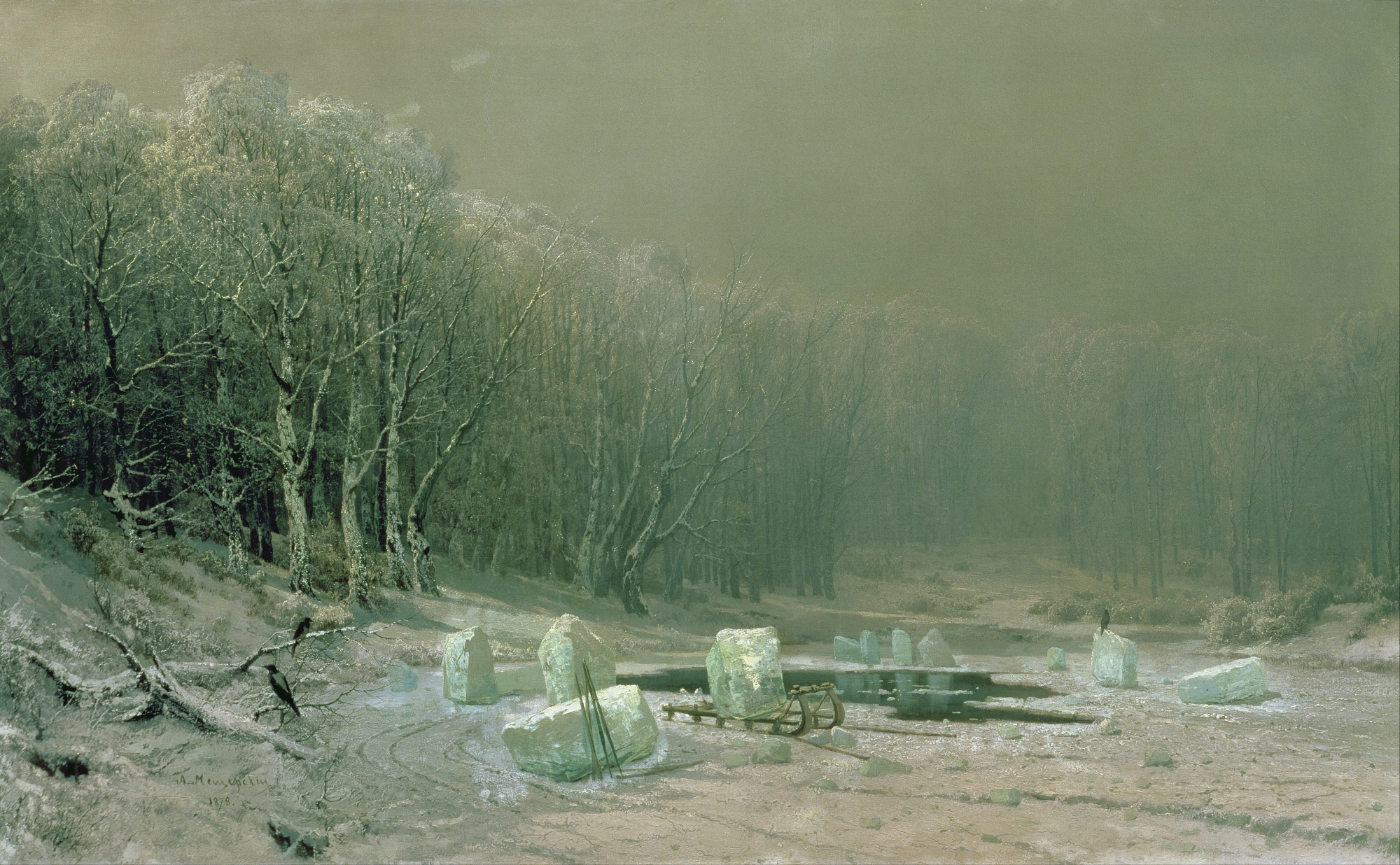
«Зима. Колка льоду», 1878, Третьяковська галерея

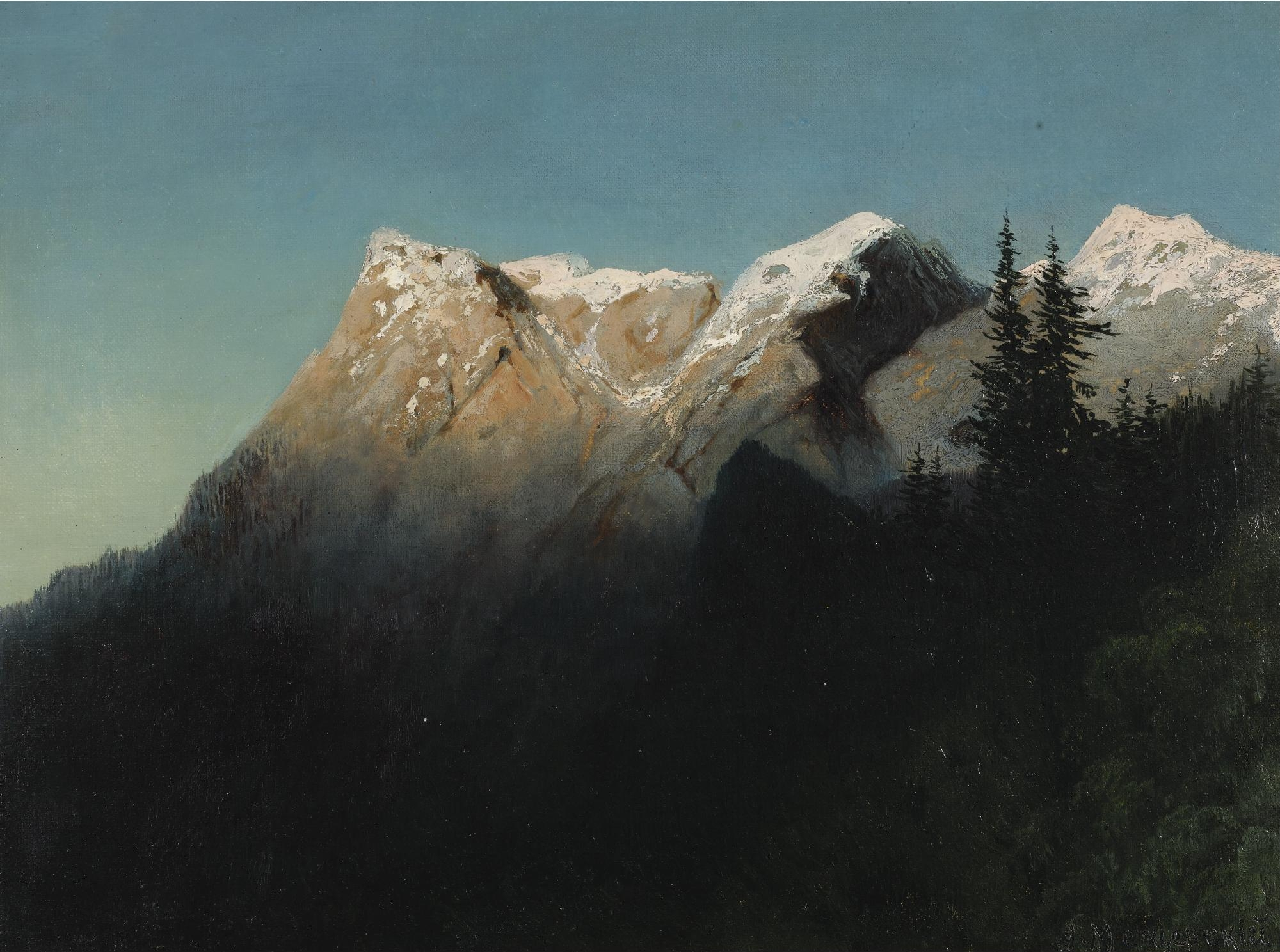
«Піки в снігу», 1878, приватна колекція

Арсеній Іванович Мещерський (рос. Арсений Иванович Мещерский, 1831 — 1902) — російський живописець-пейзажист. Відомий своїми картинами із зображенням природи південної та північної Росії, Криму і Кавказу. Більшу частину картин Мещерського складають пейзажі. 
Багато що в манері художника нагадує його вчителя, пейзажиста Калама. Однак Мещерский не тільки запозичив прийоми швейцарця, а й розвинув власний стиль пейзажу, який був і залишається його «фірмовим знаком». Арсеній Іванович завжди вважав себе «малювальником» природи.

## Біографія
Арсеній Іванович Мещерський народився в 1831 році в Вишнєволоцькому повіті Тверської губернії. Відомостей про батьків даного живописця не збереглося. Існує думка, що так чи інакше живописець належав до знатного роду Мещерських. Сам він писав колекціонерові Н. П. Собко: «Я уродженець Тверській губернії, Вишнєволоцького повіту, народився в 1831 році в селянській родині».
У 1854—1857 роках був вільноприходящим учнем Імператорської Академії мистецтв, де навчався під керівництвом Ф. А. Бруні, С. М. Воробйова, Т. А. Неффа. Брав участь в академічній виставці, де представив два пейзажи: «Вид на околицях Оранієнбаума» і «Вид Петропавлівської фортеці». За ці картини Мещерський отримав малу срібну медаль.
У 1857 році за полотно «Ранок на околиці міста Фрідріхсгама» Академія нагородила Мещерського великою срібною медаллю. Також в цьому ж році він покинув стіни Академії і відправився на удосконалення свого живопису до Швейцарії, де навчався у художника Калама.
За представлену на Академічній виставці 1859 року виконану в Швейцарії картину «Швейцарський вид» він отримав велику золоту медаль, звання класного художника і право на закордонне пенсіонерство. У 1860 році Мещерский відправився на казенний рахунок знову в Швейцарію через Крим, Туреччину, Грецію, Італію. Проживши там чотири роки, 1864 року А. І. Мещерський на фрегаті «Олександр Невський» здійснив плавання до островів Зеленого Мису. Повернувшись на батьківщину, він проживав у Петербурзі, зрідка відвідуючи Фінляндію, Прибалтику і Кавказ. Пізніше він отримав широке визнання і в Росії, і за кордоном.
У 1876 році за своє полотно «Вид біля витоків Ріон» Мещерский удостоюється звання професора. Наприкінці 1870 — початку 1880-х років Мещерский регулярно бере участь в академічних виставках у створеному при Академії Товаристві виставок художніх творів.
Сучасники Мещерського стверджували, що 1879 рік став для нього фатальним. Мещерский сильно захворів. Незабаром Арсеній Іванович зліг. Пневмонія не відпускала його зі своїх тугих задушливих обіймів майже два місяці. У якийсь момент лікарі втратили надію врятувати художника. Та й сам він, змучений гарячкою і кашлем, не дуже сподівався на одужання. Він починає страждати нападами задухи, особливо з настанням холодів.
У 1886 році Арсеній Мещерський отримав орденом Св. Анни 3-го ступеня. Протягом 1898 року Мещерский подорожує. Він побував в Туреччині, на Афоні і на деяких островах Грецького архіпелагу, знову відвідав Італію і Швейцарію.
У середині листопада 1902 року в газеті «Новий час», з'явився некролог, який повідомляв про те, що «13 листопада помер від астми Арсеній Іванович Мещерський, професор пейзажного живопису, який колись користувався великою популярністю в художньому світі Петербурга … Найбільш вдавалися йому гірські пейзажі і зимові мотиви».

## Відомі картини
- «Швейцарський пейзаж» (друга половина XIX століття; Херсонський художній музей[4]);
- «Житнє поле у лісової дороги»;
- «Тиха заводь»;
- «Смерть Камілли, сестри Горація»;
- «Нарвський рейд»;
- «Зимовий вечір у Фінляндії»

та інші.
У колекції Одеського художнього музею:
- «Зимовий краєвид». 1869.
- «Захід сонця в горах». 1874.
- «Ліс біля моря. Крим». 1879.
- «Ліс. Група дерев». 1887.
- «Дерево над яром». 1889.

## Музеї, де зберігаються картини художника
- Російський музей
- Третьяковська галерея
- Національний музей «Київська картинна галерея»
- Одеський художній музей
- Музей образотворчих мистецтв Республіки Карелія
- Омський обласний музей образотворчих мистецтв імені М. О. Врубеля
- Іркутський обласний художній музей
- Пензенська обласна картинна галерея імені К. А. Савицького
- Тверська картинна галерея
- Тульський обласний художній музей

та інші.

## Галерея

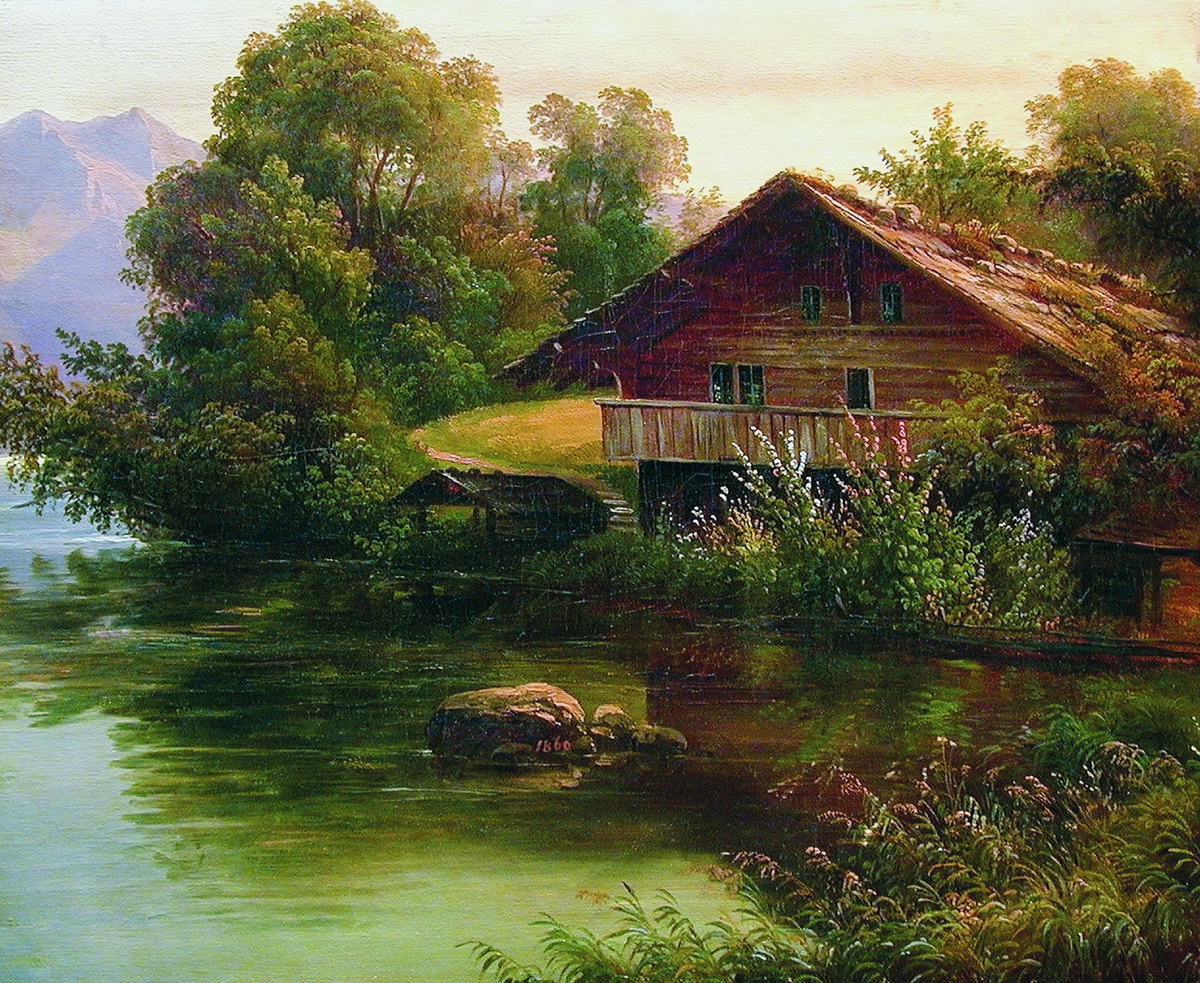
«Біля краю води», 1860, приватна колекція
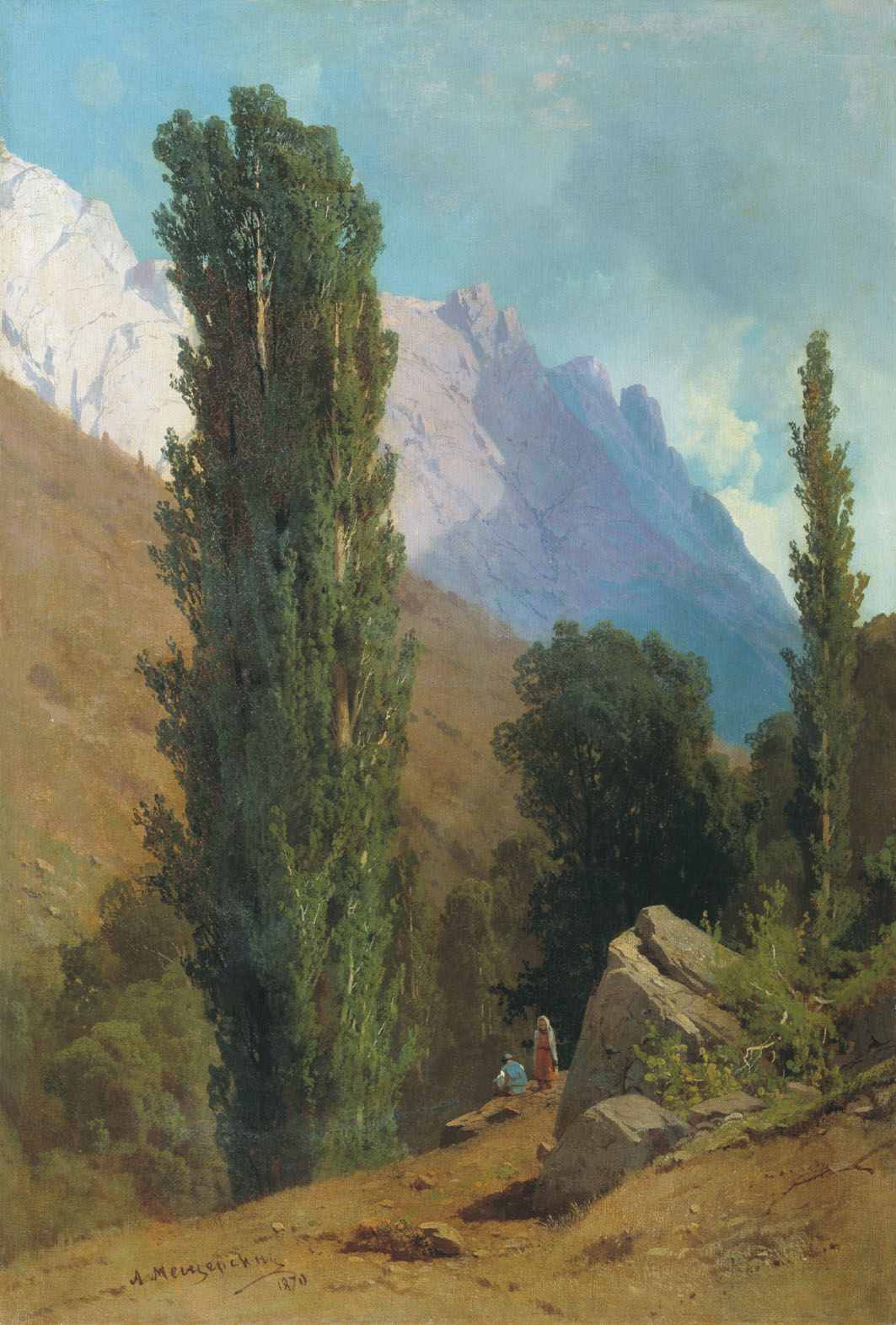
«Кримський пейзаж», 1870, приватна колекція
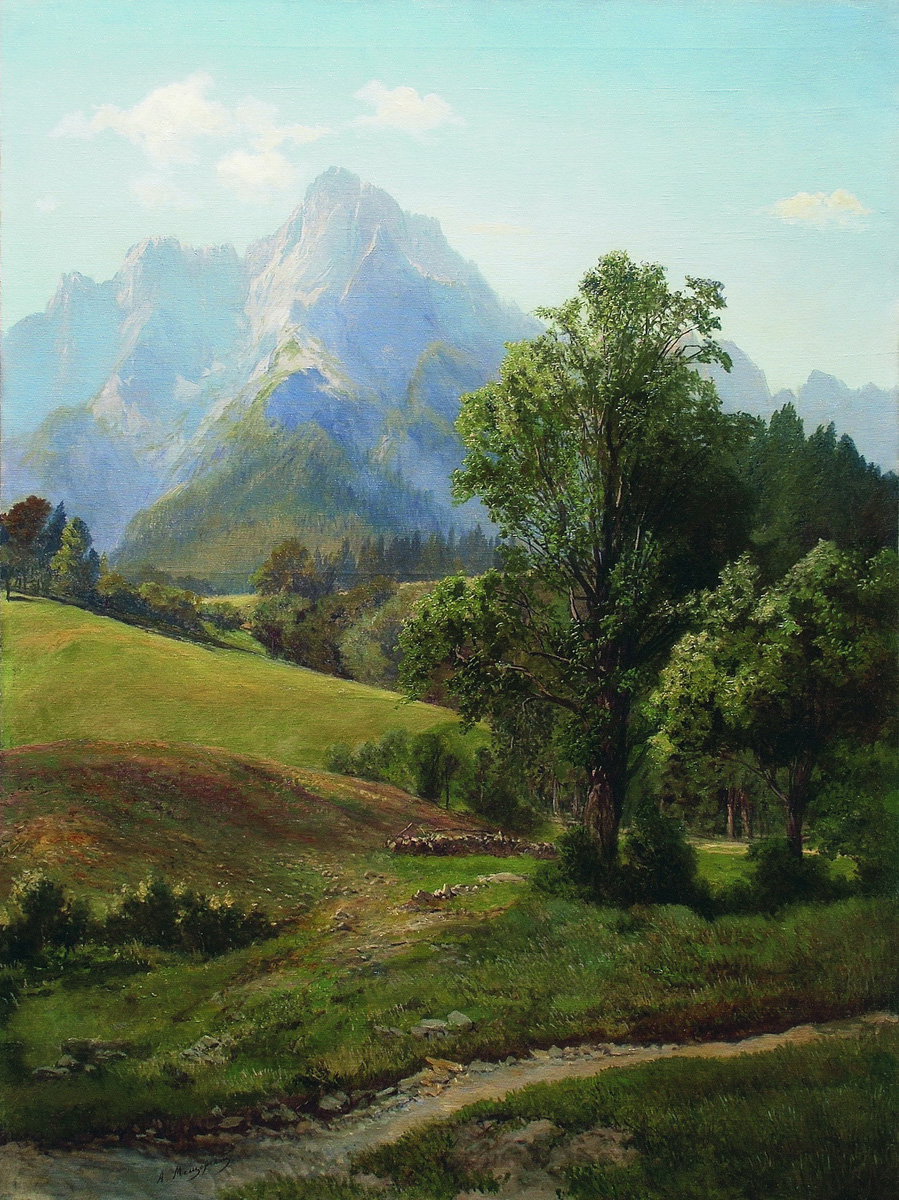
«Альпійський пейзаж», приватна колекція
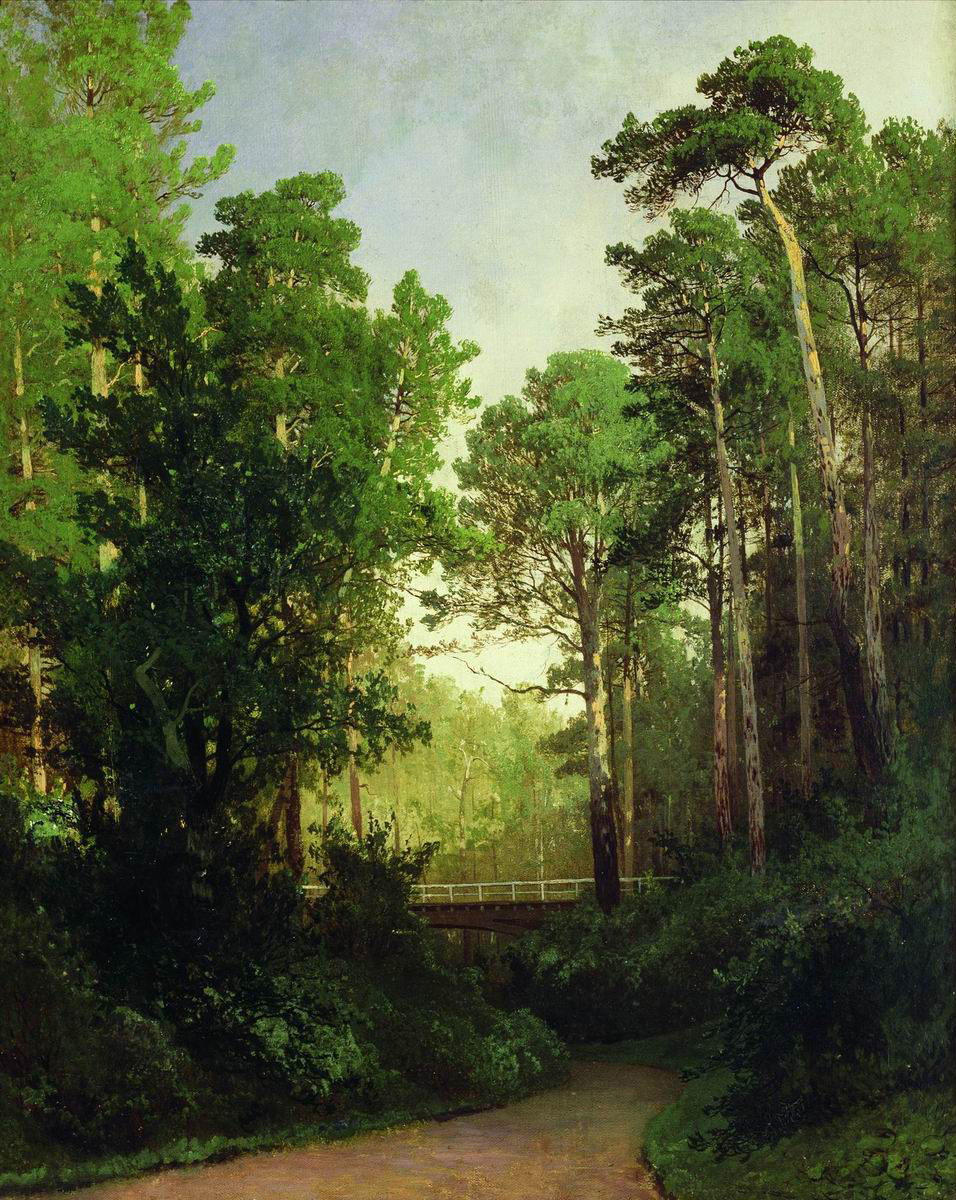
«Парк у Сестрорецьку», Тульський обласний художній музей
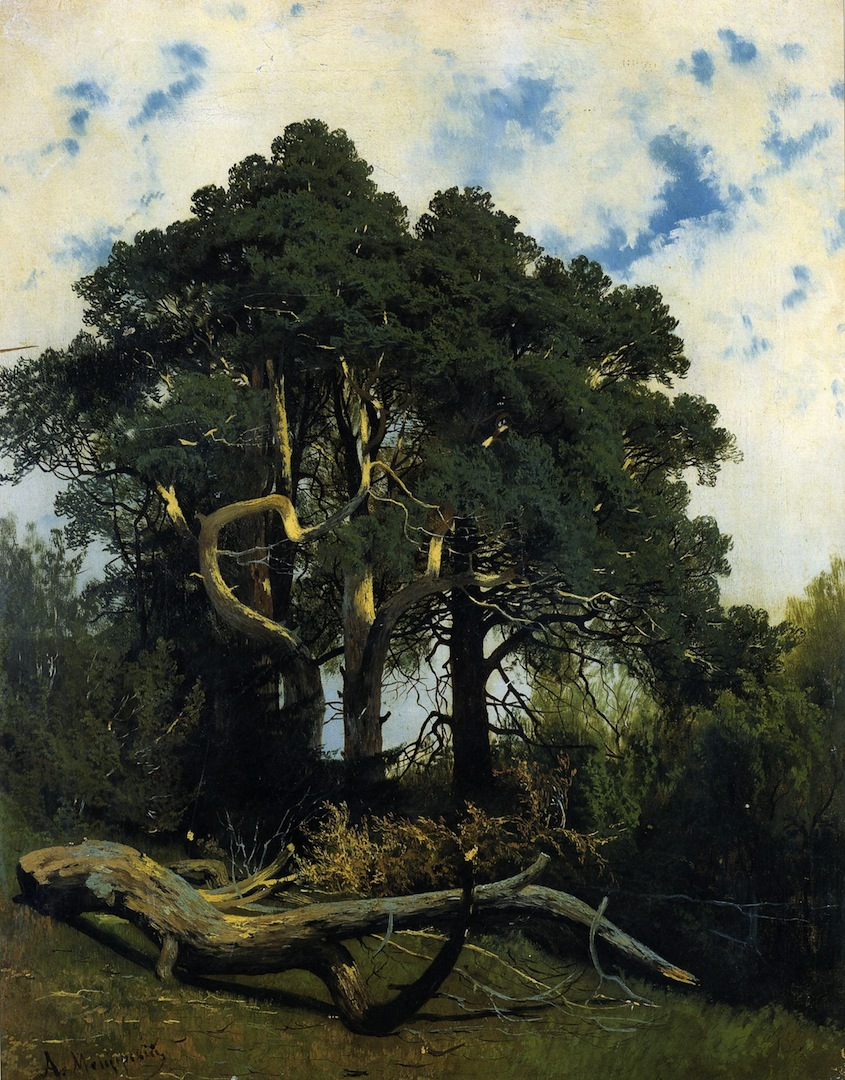
«Пейзаж», Київська картинна галерея
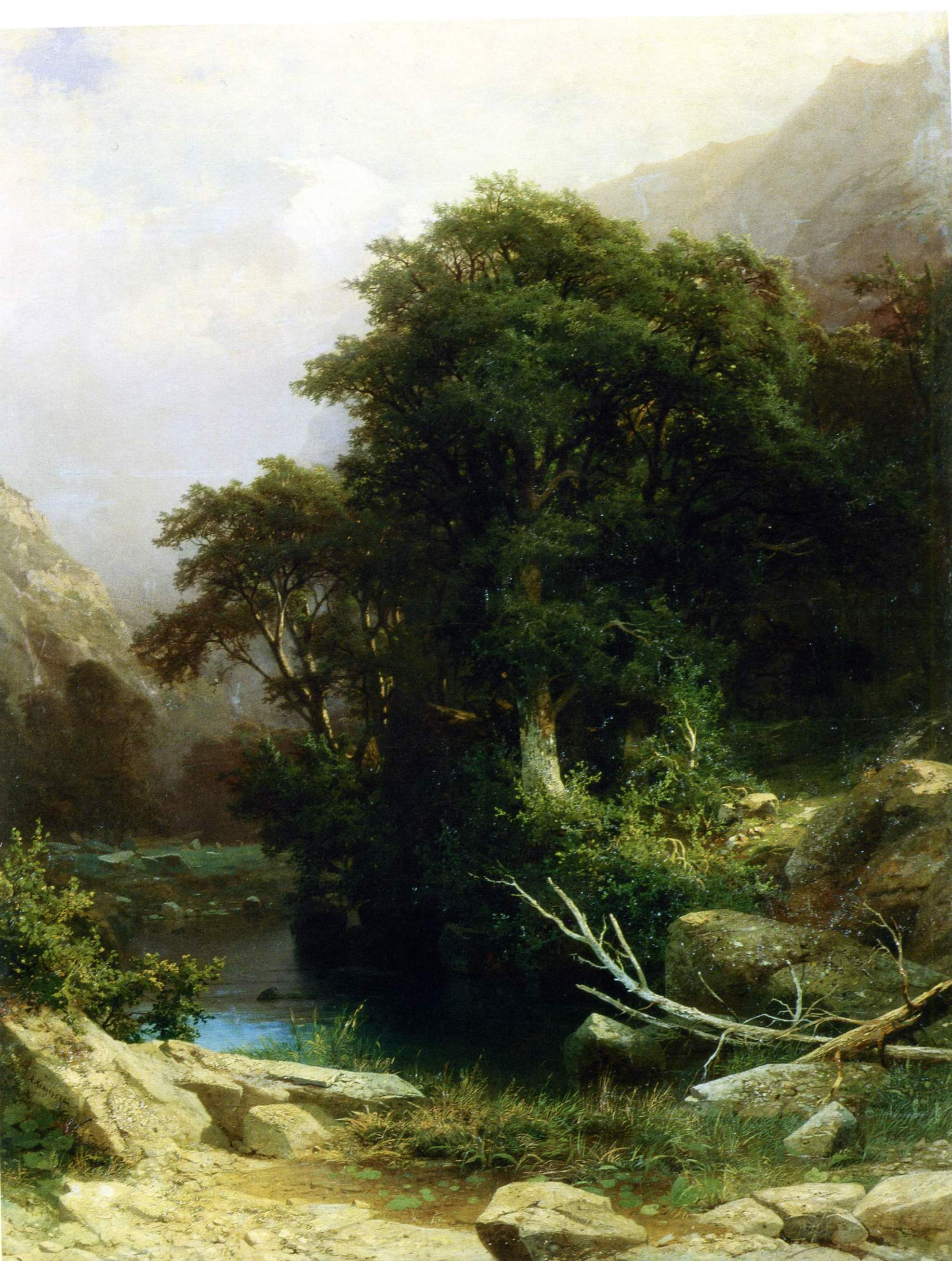
«Ріка на Кавказі», Київська картинна галерея
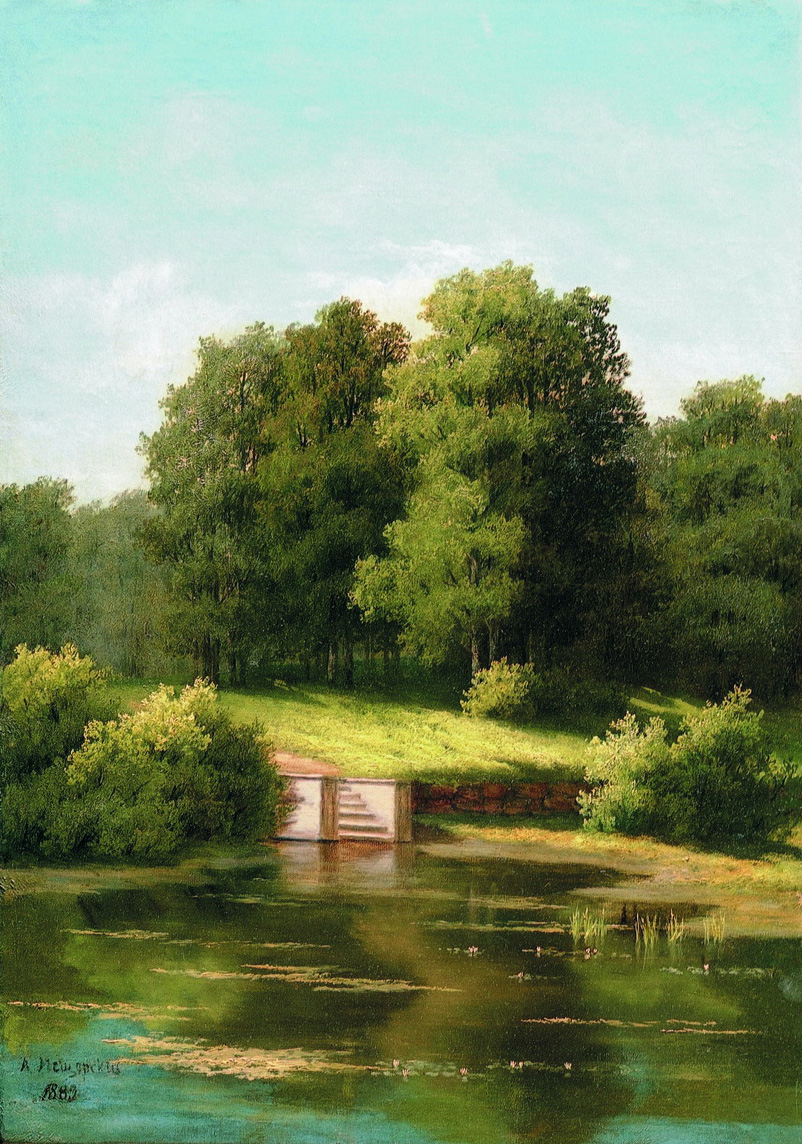
«Зарослий ставок», 1883, приватна колекція
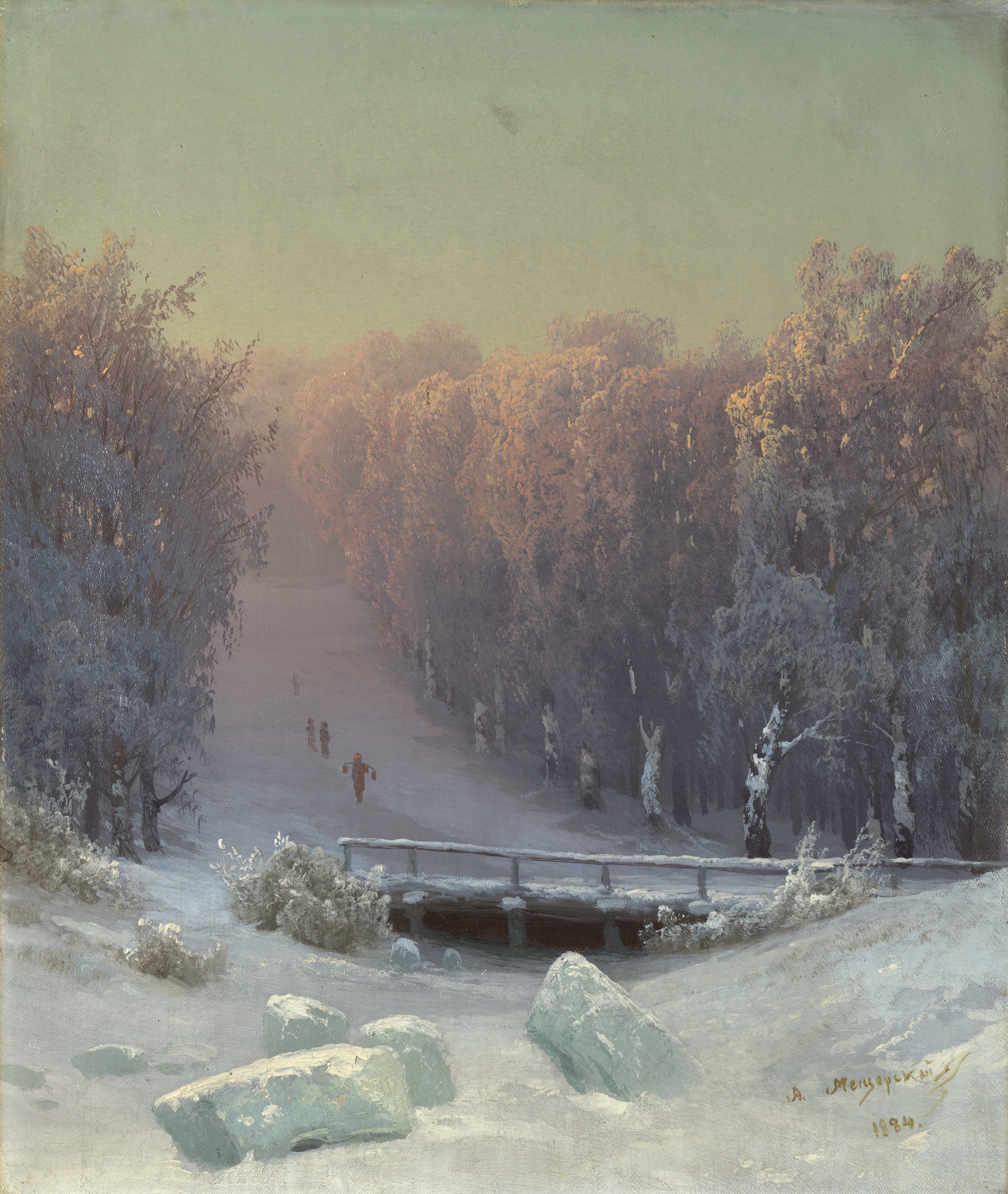
«Зимовий вечір у лісі», 1884
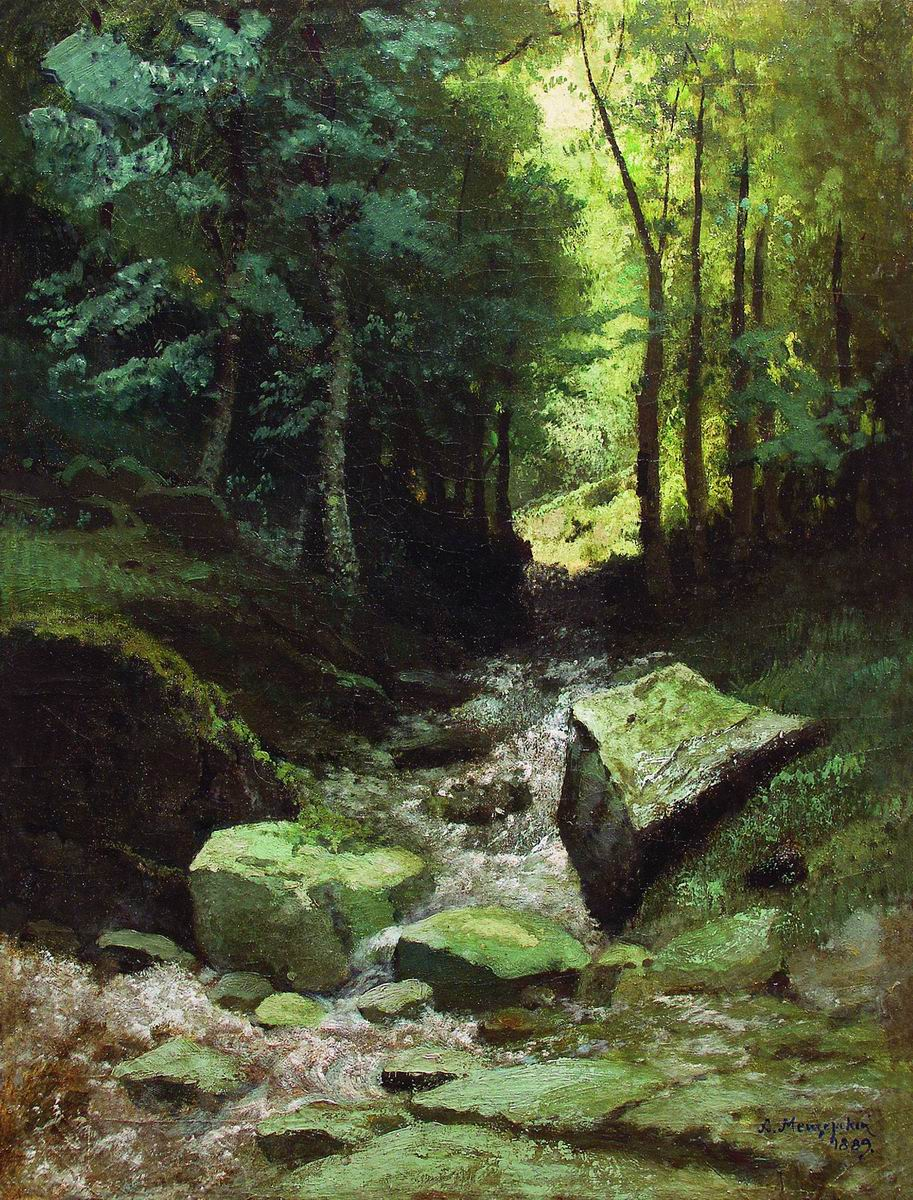
«Лісовий струмок», 1889, приватна колекція
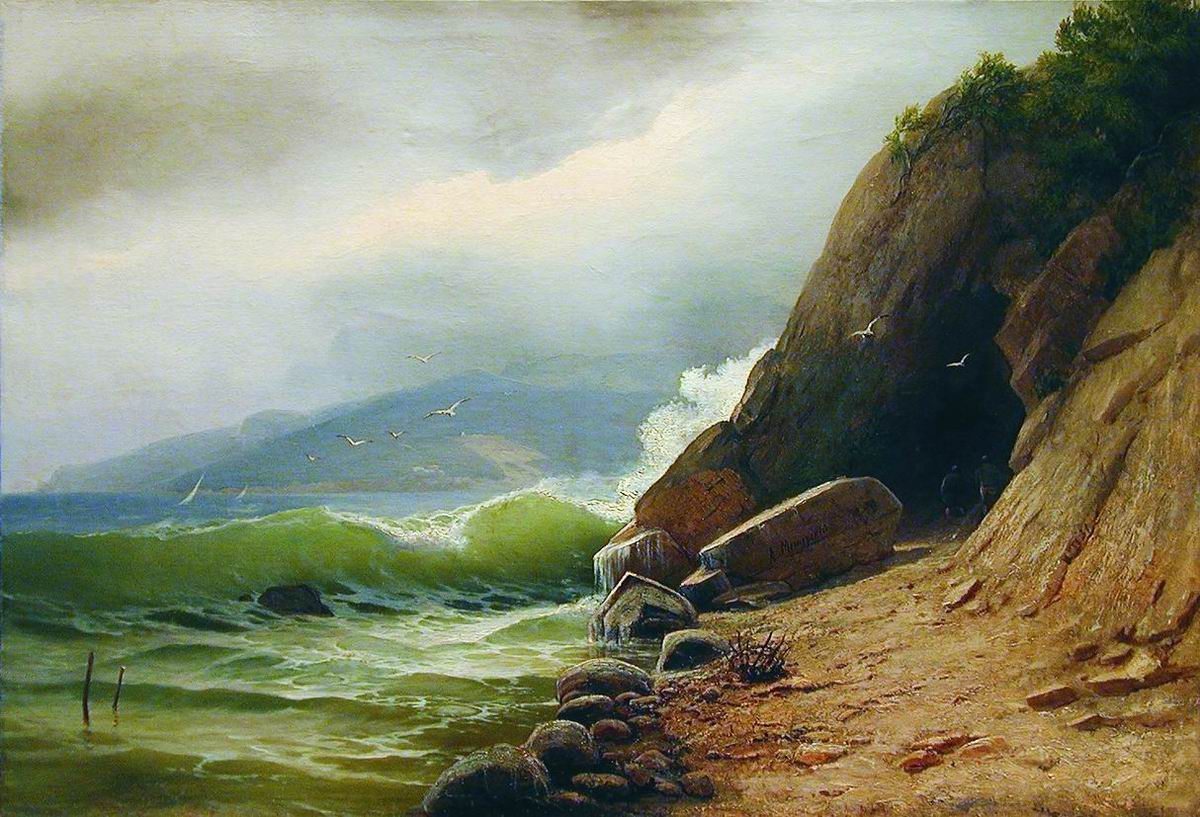
«Грот на березі моря», приватна колекція
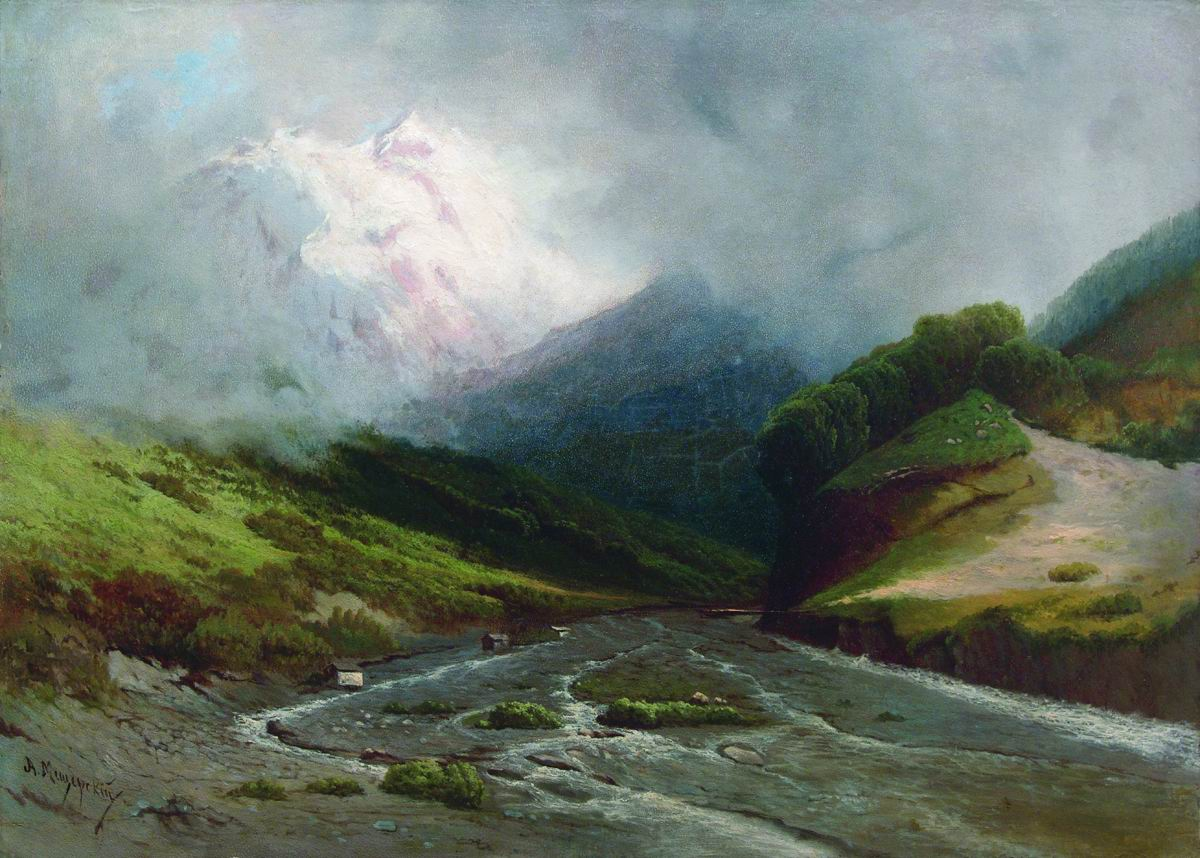
«Альпійська річка», приватна колекція
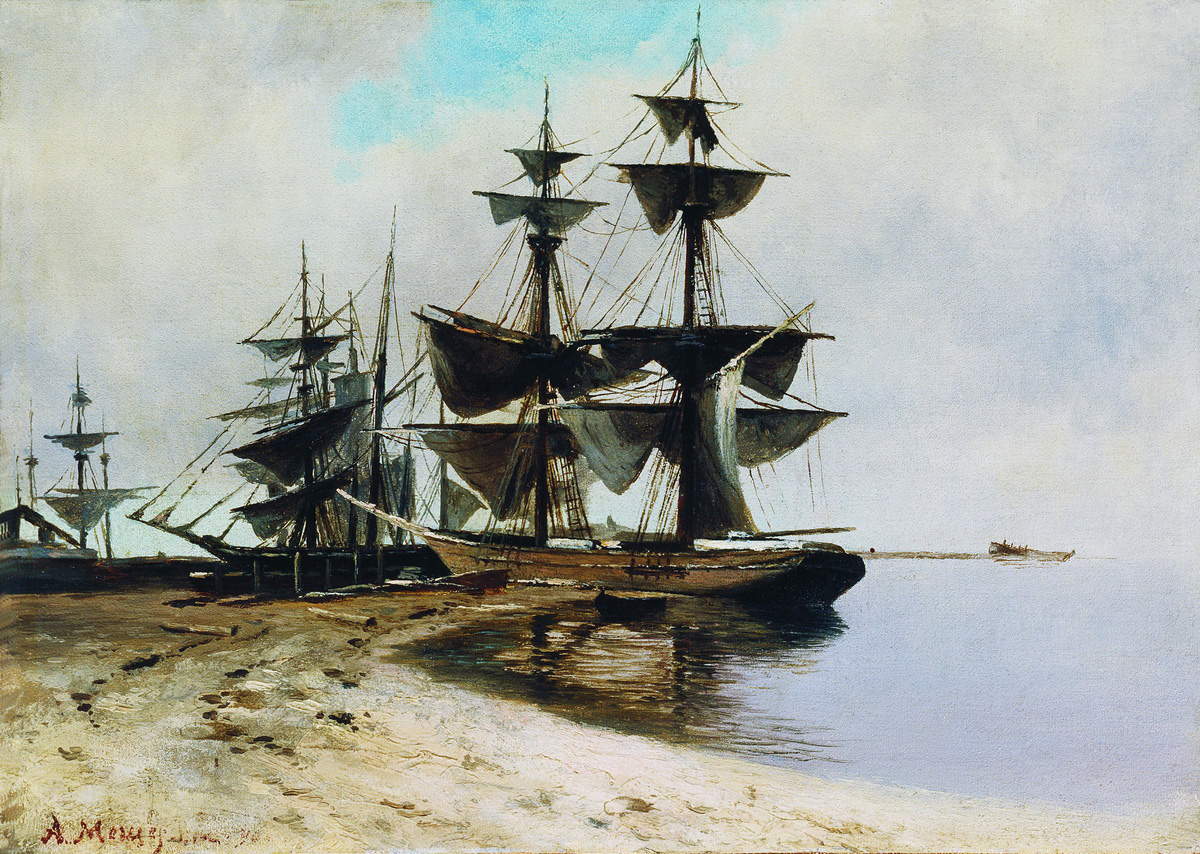
«Прибережна сцена», Омський обласний музей образотворчих мистецтв
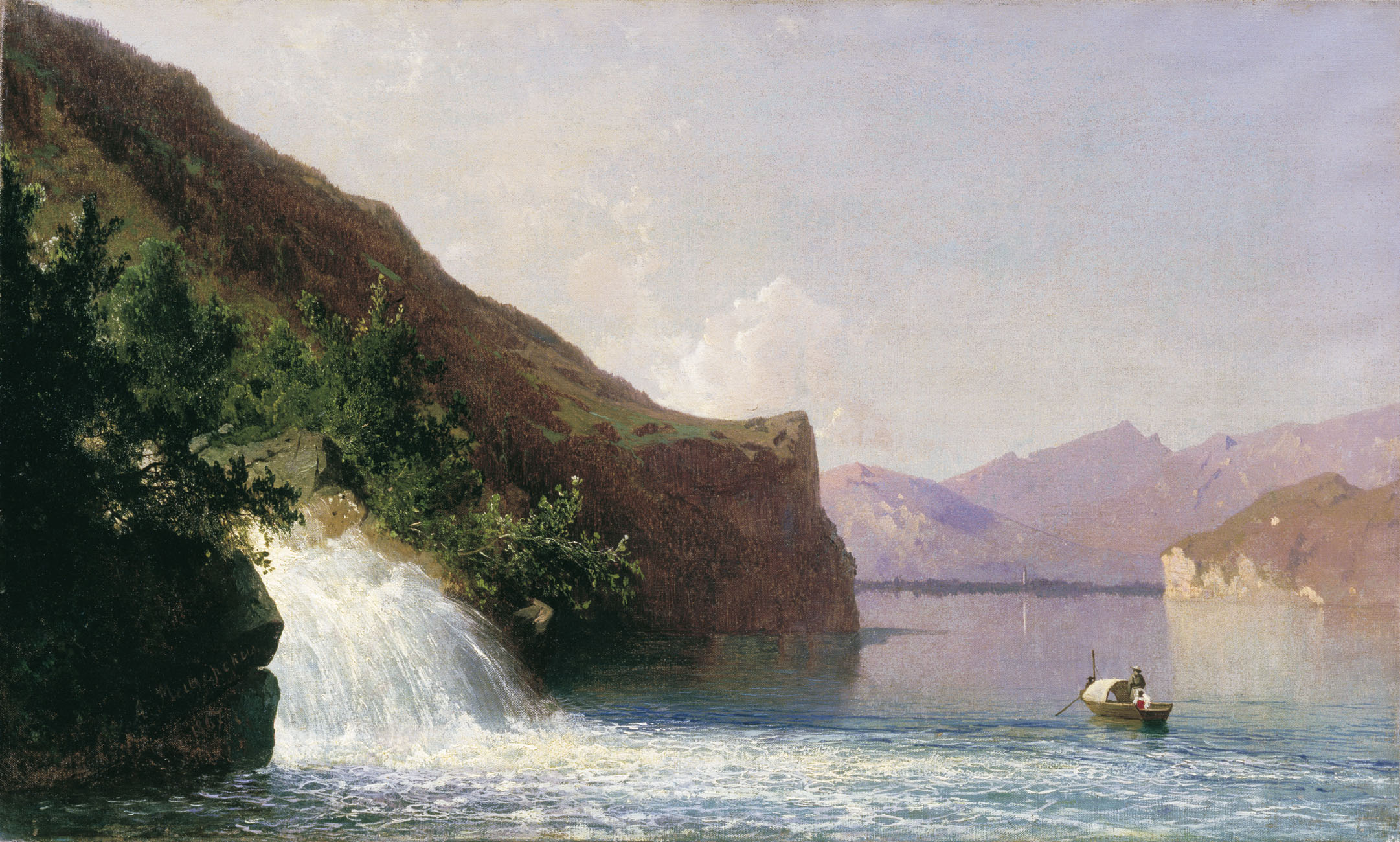
«Водоспад», 1867, Пензенська обласна картинна галерея